# 小行星1516
小行星1516（1516 Henry）是一颗围绕太阳公转的小行星。1938年1月28日，安德烈·帕特里在尼斯发现了此天体。
該小行星以法國天文學家保羅·亨利和普羅斯珀·亨利命名。
这颗小行星的绝对星等为94.07662等。